# ۱۶۳۰ (میلادی)
۱۶۳۰ (میلادی) هزارو ششصد و سیمین سال تقویم میلادی است.

## زادگان
- ۲۹ مه – چارلز دوم انگلستان، سیاست‌مدار بریتانیایی (د. ۱۶۸۵)

## درگذشتگان
- ۱۵ نوامبر - یوهانس کپلر (به آلمانی: Johannes Kepler) دانشمند و ریاضیدان و منجم سرشناس آلمانی
- ۲۶ ژانویه – هنری بریگز، ریاضی‌دان بریتانیایی (ز. ۱۵۵۶)
- ۲۹ آوریل – تئودور آگریپا دوبین‌یه، نویسنده و شاعر فرانسوی (ز. ۱۵۵۲)
- ۱۹ نوامبر – یوهان شاین، آهنگساز آلمانی (ز. ۱۵۸۶)